# Fuziune nucleară
Fuziunea nucleară este procesul prin care două nuclee atomice reacționează pentru a forma un nou nucleu, mai greu (cu masă mai ridicată) decât nucleele inițiale. Ca urmare a fuziunii se produc și alte particule subatomice, ca de exemplu neutroni sau particule alfa (nuclee de heliu) sau beta (electroni sau pozitroni).
Din cauză că nucleele participante în fuziune sunt încărcate electric, reacția de fuziune nucleară poate avea loc numai atunci când cele două nuclee au energie cinetică suficientă pentru a învinge potențialul electric (forțele de respingere electrică) și prin urmare se apropie suficient pentru ca forțele nucleare (care au rază de acțiune limitată) să poată rearanja nucleonii. Această condiție presupune temperaturi extrem de ridicate dacă reacția are loc într-o plasmă, sau accelerarea nucleelor în acceleratoare de particule.
Fuziunea nucleară este sursa principală de energie în stelele active.
Fuziunea nucleară se poate clasifica după condițiile de desfășurare în fuziune termonucleară și fuziune la rece. Cea din urmă are un statut controversat. Investigarea fuziunii la rece este un domeniu activ. Sunt investigate în acest sens sistemele electrochimice cu electrozi de paladiu și apă grea pentru declanșarea fuziunii deuteronilor.
Fuziunea termonucleară ar putea deveni o sursă de energie practic nelimitată (și ecologică) atunci când reactorii de fuziune (care în prezent se află în fază experimentală și nu produc încă un surplus net de energie) vor deveni viabili din punct de vedere tehnologic și economic.